# Гуменна Ганна Олексіївна
Ганна Олексіївна Гуменна (нар. 1919, село Суходіл, тепер Гусятинського району Тернопільської області — ?) — українська радянська діячка, селянка-активістка села Суходіл Гусятинського району Тернопільської області. Депутат Верховної Ради УРСР 2—3-го скликань.

## Життєпис
Народилася у бідній селянській родині. З юних років наймитувала у заможних селян села Суходіл. З 1939 року працювала у власному сільському господарстві.
У 1940—1941 роках — ланкова і член правління колгоспу імені Молотова села Суходіл Гусятинського району Тернопільської області. Під час німецько-радянської війни працювала у власному господарстві.
З 1944 року — голова жіночої ради села Суходіл Гусятинського району Тернопільської області. Брала участь у відновленні колгоспу в селі Суходолі. Член ВКП(б).
На 1951 рік — слухачка Львівської дворічної партійної школи.